# Die Weber

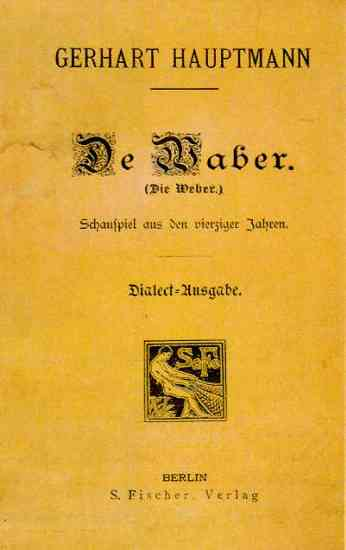
De Waber (Dialekt-Ausgabe)

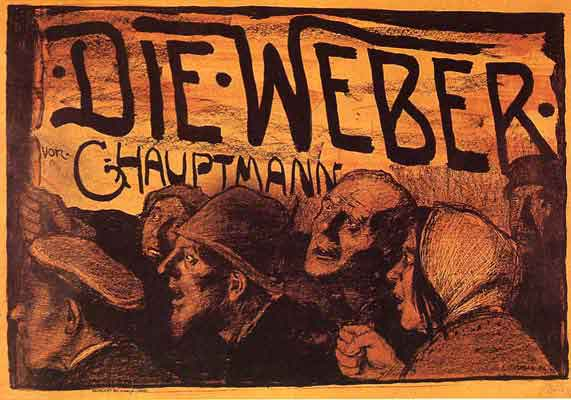
Plakat von Emil Orlik, 1897

Die Weber (schlesisch: „De Waber“) ist ein 1892 erschienenes soziales Drama in fünf Akten von Gerhart Hauptmann. Das Stück, wohl das bedeutendste Drama Hauptmanns, behandelt den Schlesischen Weberaufstand von 1844 und wird der literaturgeschichtlichen Epoche des Naturalismus zugerechnet.

## Aufführungsverbot und Uraufführung
Am 3. März 1892 wurde durch das Berliner Polizeipräsidium ein Aufführungsverbot erlassen. Deshalb konnte die Uraufführung erst am 26. Februar 1893 im Neuen Theater Berlin nur privat für die Mitglieder der Freien Bühne erfolgen. Am 2. Oktober 1893 hob das Preußische Oberverwaltungsgericht das Verbot auf. Dies war wiederum eine Begründung für die sogenannte Umsturzvorlage. Am 25. September 1894 erfolgte die erste deutsche öffentliche Aufführung im Deutschen Theater Berlin.

## Inhalt

### 1. Akt
Im Expeditionsraum von Dreißigers Parchentfabrik liefern die Weber ihre Heimarbeit ab. Es sind arme, elende, von Hunger und Not ausgemergelte Menschen, die um ein paar Pfennige Lohnerhöhung oder um einen geringen Vorschuss bitten.
Der im Dienst von Dreißiger stehende Expedient Pfeifer aber, früher selbst Weber und jetzt ein beflissener Leuteschinder, der für die Wertfestsetzung der Heimarbeit zuständig ist, krittelt an dem abgelieferten Zeug herum und versucht durch möglichst viele Beanstandungen, die Hungerlöhne noch weiter zu drücken. Ein junger aufsässiger Bursche, der „roter Bäcker“ genannt wird, bei dem aber als einzigem nichts bemäkelt wird, protestiert laut: Dies seien keine Löhne, sondern schäbige Almosen. Ein kleiner Junge bricht vor Entkräftung zusammen. Der herbeigerufene Fabrikant Dreißiger, der in Bäcker einen der Burschen erkennt, die am Abend davor das verbotene „Lied vom Blutgericht“ (das Trutzlied der Weber) gesungen haben, ist von dem Vorfall peinlich berührt und lässt das Kind in sein Privatkontor bringen.
Mit billigen Phrasen über die Verantwortung des Unternehmers sucht er die murrenden Leute zu beschwichtigen und teilt ihnen mit, dass er 200 neue Arbeiter einstellen werde. In Wahrheit ist diese soziale Maßnahme nur der Vorwand, um die Meterlöhne um ein Fünftel herabzusetzen.

### 2. Akt
In der Hütte des Häuslers Ansorge arbeiten die Baumertsleute an Webstühlen und Garnspulen. Der alte Baumert, der seit zwei Jahren kein Fleisch mehr gegessen hat, hat seinen kleinen Hund geschlachtet und schmort den trüben Braten im Topf. Gerade hat er neues Webgarn geholt und dabei unterwegs den Reservisten Moritz Jäger getroffen, der eine Flasche Schnaps mitbringt und den mit offenem Mund zuhörenden Webersleuten vom Glanz des Soldatenlebens in der Stadt erzählt, zugleich aber auch angeberische Hetzreden führt. Der geschwächte Magen des alten Baumert kann das Hundefleisch nicht bei sich behalten. Er weint, sein Weib jammert über das Elend. Moritz Jäger stimmt das Weberlied an, das die anderen zu auftrumpfender Entschlossenheit reizt: So kann’s nicht weitergehen, es muss anders werden.

### 3. Akt
In Welzels Gaststube unterhalten sich ein Reisender aus der Stadt und der Tischler Wiegand über den Aufruhr, der unter den Heimarbeitern gärt. Der Reisende versucht erst auf alberne Art mit der Wirtstochter anzubandeln, dann reizt sein stichelndes Geschwätz aber die hinzukommenden Weber, was ihn dazu zwingt, im Nebenzimmer seinen Kaffee weiter zu trinken. Die Erregung wächst, die jungen Männer fangen – vom Schmied Wittig aufgestachelt – wiederum an, das Weberlied zu singen. Als der versoffene Gendarm Kutsche Ruhe gebietet, wird die Situation so bedrohlich, dass der Polizist schleunigst retiriert. Die Weber singen auf der Straße das verbotene Weberlied weiter.

### 4. Akt
In Dreißigers Villa wagt der junge Hauslehrer Weinhold im Verlauf einer kleinen Abendgesellschaft die Frage nach der sozialen Gerechtigkeit zu stellen. Pastor Kittelhaus hält ihm in salbungsvollem Ton seinen Irrtum vor und Dreißiger verbittet sich Vorlesungen über Humanität; dafür habe er den Kandidaten nicht eingestellt. Weinhold geht. Die aufständischen Weber sind im Anmarsch. Dreißigers Färbereiarbeiter haben den Rädelsführer Jäger festgenommen und bringen ihn zum Verhör in die Villa des Fabrikanten. Jäger gibt dem Polizeiverwalter Heide und dem Pastor höhnische Antworten. Als Heide ihn ungeachtet der drohenden Haltung der vor dem Haus randalierenden Weber abführen lässt, bricht der Aufruhr mit voller Gewalt los. Jäger wird befreit, die Polizei verprügelt und selbst der freundliche, aber gänzlich lebensferne Pastor wird misshandelt.
Dreißiger bringt sich mit seiner Familie gerade in Sicherheit, bevor die Weber in seine Villa eindringen und den Menschenschinder Pfeifer, gegen den sich die Wut vor allem richtet, suchen. Als sie das ganze Haus leer finden, schlagen sie alles kurz und klein.

### 5. Akt
Der fromme alte Webermeister Hilse im Nachbardorf ist entsetzt über den Aufstand. Der Hausierer Hornig erzählt, dass die tobende Menge unterwegs sei, um auch hier die Unternehmer zu vertreiben, aber schon ist das Militär aufgeboten, um die Revolte niederzuschlagen. Hilse glaubt an das Eingreifen einer höheren Gerechtigkeit, aber seine Schwiegertochter Luise begrüßt den Aufruhr mit fanatischer Begeisterung. Die revoltierenden Weber rufen ihre Kameraden auf die Straße, Hilses alter Freund Baumert ist, von Alkohol ermutigt, einer ihrer Anführer. Die Soldaten schießen, die Weber nötigen sie durch Steinwürfe zum Rückzug. In eigensinniger Gottergebenheit, unwillig an der Revolte teilzuhaben, bleibt der einarmige Vater Hilse in seiner Stube und arbeitet weiter an dem Platz, an den ihn sein himmlischer Vater hingesetzt hat. Draußen kracht eine neue Salve, der alte Mann bricht zusammen. Eine verirrte Kugel hat ihn getötet.

## Interpretation
In seinem bedeutendsten Drama thematisiert Gerhart Hauptmann als führender deutscher Vertreter des Naturalismus das Schicksal einer Gruppe schlesischer Weber, wobei er eine ganze soziale Schicht zu Protagonisten des Stückes macht, um so die sozialen und politischen Dimensionen des Konflikts zu verdeutlichen. Sprache, Situationen und realistische „Volkstypen“ wurden damals als revolutionär aufgefasst. Die besondere Dramatik zieht das Stück aus seinen realen Vorbildern: Den spontanen Weberaufständen im Juni 1844 in den schlesischen Provinzen.
Das Ende des Dramas und dessen Aussage ist in Literaturfachkreisen umstritten. Die vermutlich zutreffendste Interpretation ist, dass Hauptmann mit seinem Werk nicht nur die Missstände aufzeigen, sondern auch zum Wiederaufleben der 1848 gescheiterten Revolution aufrufen wollte. Vater Hilse, der in seinem konservativen Geist alles beim Alten lassen wollte, wird erschossen. An ihm ist die Geschichte vorübergegangen.

## Verfilmung
Das Schauspiel wurde 1927 unter dem Titel Die Weber von Friedrich Zelnik verfilmt. Die Rollen des Fabrikanten Dreißiger und seiner Frau spielten Paul Wegener und Valeska Stock, den Moritz Jäger verkörperte Wilhelm Dieterle. 2012 restaurierte die Friedrich-Wilhelm-Murnau-Stiftung das alte Material und fertigte eine neue Kopie an. Johannes Kalitzke verfasste eine neue Musik zu Zelniks Film; die Uraufführung durch die Augsburger Philharmoniker war am 24. Juni 2012.
Weiterhin existieren drei Fernseh-Verfilmungen, alle ebenfalls unter dem Titel Die Weber: Die erste wurde 1962 vom Fernsehen der DDR produziert (Regie: Hubert Hoelzke), die zweite 1971 vom Sender Freies Berlin (Regie: Günter Gräwert) und die dritte 1980 vom Bayerischen Rundfunk (Regie: Fritz Umgelter, mit Klaus Maria Brandauer in der Rolle des Moritz Jäger).

## Hörspiele
Zwischen 1926 und 1959 entstanden in Deutschland mindestens fünf Hörspiele, die das Werk von Hauptmann zum Thema hatten.
- 1926: Die Weber – Regie: Hermann Beyer, mit Ernst Sattler, Hedi Bohn, Georg Pahl, Hans Freundt, Karl Pündter (NORAG)
- 1926: Die Weber – Regie: Alfred Braun (Funk-Stunde AG (Berlin))
- 1949: Die Weber – Regie: Werner Wieland, mit Martin Flörchinger, Ludwig Anschütz, Curt Paulus, Fritz Werth, Maria Wendt (Rundfunk der DDR)
- 1952: Die Weber – Regie: Ulrich Lauterbach, mit Stanislav Ledinek, Walter Tarrach, Walter Werner, Wilhelm König, Alfred Schieske (HR)
- 1959: Die Weber – Regie: Heinz-Günter Stamm, mit Paul Dahlke, Eva L’Arronge, Bum Krüger, Max Eckard, Wolfgang Wahl, Herbert Kroll, Ernstwalter Mitulski, Traute Rose (BR)

## Darstellung in der bildenden Kunst
Käthe Kollwitz erlebte 1893 die Uraufführung des Dramas. Noch im selben Jahr begann sie mit der Arbeit an der Grafik-Folge Ein Weberaufstand. Käthe Kollwitz sah diese als ihr zeitlebens bekanntestes Werk.
Eine künstlerische Ausgabe des Dramas mit Original-Abzügen in Heliogravüre und Handkupferdruck erschien 1917.